# Prendimi così
Prendimi così è un brano di Piero Pelù, pubblicato come singolo il 9 aprile 2004,  anticipando l'uscita dell'album Soggetti smarriti. Ha raggiunto la top 5 dei più trasmessi in radio.
Il videoclip della canzone si ispira ad Alice nel paese delle meraviglie, con una Alice in versione punk.

## Tracce

### Cardsleeve edition
1. Prendimi così

### Normal edition
1. Prendimi così (Radio Version)
2. Prendimi così (Album Version)